# 温君解
温君解（온군해，?—648年），新罗真德王时期，金春秋的家臣。
648年（新罗太和二年、唐太宗贞观二十二年），金春秋出使唐回国至海上，遇高句麗巡逻兵。溫君解穿着高冠大衣，坐在船上, 巡逻兵以爲他是金春秋，捉住殺了他。金春秋乘小船回國。真德王听说嗟痛，追贈温君解爲大阿飡，優賞其子孫。
2007年，大韩民国庆州金氏首尔宗亲会会长金春济对中华人民共和国总理温家宝表示温姓是庆州金姓的恩人。